# Scuba Schools International
Scuba Schools International (SSI) ist eine weltweit operierende und zertifizierende, kommerzielle Ausbildungsorganisation für Taucher. SSI gehört seit 1. Januar 2014 als eigene Marke zum Head-Konzern. SSI entwickelt Unterrichtskonzepte und Standards sowie das Lehrmaterial für Taucher aller Ausbildungsstufen. Dieser gewerblich arbeitende Verband wurde genauso wie PADI, der derzeit weltweit größte Verband dieser Art, in den USA gegründet. SSI sieht sich selbst als die weltweite Nummer zwei der Tauchorganisationen, nach PADI.
Der Hauptunterschied zu anderen Tauchausbildungsorganisationen besteht darin, dass SSI-Instructoren ausschließlich in SSI-Dive-Centern oder bei einem von SSI akkreditierten Tauchclub o. ä. unterrichten dürfen, die sich einem dem Franchise ähnlichen Konzept unterwerfen.

## Unternehmen
Im Dezember 2013 gab Head bekannt, dass SSI übernommen wurde. Gleichzeitig wurde angekündigt, dass SSI und der ebenfalls zum Head-Konzern gehörende Tauchausrüstungshersteller Mares zukünftig gemeinsam am Markt auftreten werden.
Scuba Schools International wurde im Jahr 1970 in Fort Collins, Colorado, USA gegründet und verfolgt eine konsequente Expansionspolitik über ein dem Franchise-System ähnliches Konzept. Der Vertrieb seiner Ausbildungsunterlagen und die Ausbildung erfolgt ausschließlich durch in diesem Franchise-System eingebundene sogenannte Dive Center, d. h. Tauchbasen oder -schulen. SSI ist mit seinen über 2600 autorisierten Händlern in 110 Ländern weltweit flächendeckend vertreten. SSI ist Gründungsmitglied des World Recreational Scuba Training Council (WRSTC) bzw. des United States RSTC und bietet seit 2012 Ausbildungen gemäß ISO 24801 und 24802 an. Alle SSI-Tauchzertifikate werden weltweit anerkannt und SSI erkennt grundsätzlich die Tauchscheine (Brevets) anderer Verbände an und ermöglicht somit die Fortsetzung der Ausbildung (z. B. als Tauchlehrer) unter seinen Richtlinien.

## Ausbildungssystem

Das SSI-Ausbildungssystem

SSI bietet die folgenden Tauchausbildungen und Zertifizierungen an:

### Vorbereitung zum selbständigen Tauchen
1. Schnorcheln
2. Try Scuba Pool (Schnuppertauchen Pool)
3. Try Scuba Diving (Schnuppertauchen mit Freiwassertauchgang nach ISO 11121.[8])
4. Scuba Diver (Supervised Diver nach ISO 24801-1[5])

Inhaber dieser Stufen dürfen nur in Begleitung eines zertifizierten Dive Leaders tauchen.

### Selbständiges Tauchen
Inhaber dieser Stufen dürfen ohne Begleitung eines Tauchlehrers tauchen. Selbständiges Tauchen bedeutet dabei nicht, dass der Grundsatz „Tauche nie allein“ (siehe Buddysystem) aufgehoben wird.
Ab dem Master Diver wird die Erfahrung der Taucher durch die Erfahrungsstufen anerkannt. Diese Erfahrungsstufen geben die Anzahl der absolvierten Tauchgänge wieder und benötigen keine zusätzliche Ausbildung.

#### Open Water Diver
Der Basiskurs, in dem die Grundlagen des Tauchens mit Presslufttauchgerät erklärt werden, nennt sich Open Water Diver (Autonomous Diver nach ISO 24801-2). Die Ausbildung besteht aus einem theoretischen (16 bis 32 Stunden) und einem praktischen Teil (Schwimmbadausbildung und mindestens vier Freiwassertauchgänge).
Es gibt hier – wie bei allen anderen SSI-Kursen – hauptsächlich zwei Varianten:
- Das Homestudy-System, d. h. der Schüler bekommt sein Lehrmaterial mit nach Hause und bereitet sich auf jede Stunde vor. Somit können die Vorträge des Tauchlehrers kurz gehalten werden und es wird wesentlich mehr Zeit für die Praxis verwendet
- Das klassische Vortrags-System.

#### Advanced Adventurer
Die SSI Advanced Adventurer-Brevetierung kann durch einen Kurs erreicht werden, in dem fünf Speciality-Kurse mit jeweils einem Tauchgang abgeschlossen werden.
Diese Zertifizierungsstufe wird im SSI System oft übersprungen, da sie nur bedingt eine Voraussetzung für weiterführende Kurse darstellt.
SSI selbst stuft diese Ausbildung als gleichwertig zur PADI Advanced Open Water Diver-Ausbildung an; andere Quellen sehen sie eher äquivalent zur PADI Adventure Diver-Ausbildung.

#### Specialty Diver
Um als Specialty Diver zertifiziert zu werden, müssen mindestens zwei Specialty-Kurse absolviert werden und zusätzlich mindestens zwölf Tauchgänge durchgeführt und im Logbuch eingetragen sein.
Folgende Specialty-Kurse werden zurzeit von SSI angeboten:
- Ausrüstung (Equipment Techniques)
- Navigation (Navigation)
- Nachttauchen (Night and limited visibility)
- Eistauchen (Ice Diving)
- Trockentauchen (Dry suit diving)
- Tieftauchen (Deep Diving)
- Bootstauchen (Boat Diving)
- Unterwasserfotografie (Underwater Photography)
- Digitale Unterwasserfotografie
- Wracktauchen (Wreck Diving)
- Tauchen mit Nitrox (Enriched Air)
- Dekompressionstauchen (Decompression Diving)
- Sidemount für das Sporttauchen (Recreational Sidemount Diving)
- Stress und Rettungstauchen (Diver Stress & Rescue)
- Suchen und Bergen (Search and Recovery)
- Shark Diver
- Perfekte Tarierung (Perfect Buoyancy)
- Computertauchen (Computer Diving)
- Strömung und Gezeiten (Wave, Tides & Currents)
- Science of Diving
- Bergseen (Altitude Diving)
- Meeresökologie (Marine Ecology)

SSI-Basen können auch zusätzliche Specialty-Kurse anbieten (z. B. Bergsee- oder Rebreather-Kurse etc.); diese werden als sogenannte Unique-Specialties von SSI anerkannt und gelten somit auch für die weiteren Anerkennungsstufen im SSI-System.
Die meisten Specialty-Kurs besteht aus einem theoretischen und einem praktischen Teil (mindestens 2 Tauchgänge bei der Mehrzahl von Specialties, bei Stress & Rescue und Tieftauchen jedoch mindestens 3 Tauchgänge). Einige Specialty-Kurse sind reine Theoriekurse, da sich beim Tauchen nichts ändert: Beim Nitrox-Specialty ist z. B. kein Tauchgang vorgeschrieben. Auch Science of Diving, Altitude Diving, sowie sämtliche Meeresbiologie-Kurse können ohne Tauchgänge absolviert werden. Ist ein Taucher bereits als Advanced Adventurer zertifiziert und hat er dafür schon einen Tauchgang im gewünschten Spezialgebiet gemacht, kann dieser – nach Ermessen des Tauchlehrers – auf den Specialty-Kurs angerechnet werden.
Bei der Kombination von zwei oder mehreren Specialty-Kursen können Tauchgänge wie folgt zusammengelegt werden:
| Zahl der kombinierten Specialties | Mindestanzahl der Tauchgänge |
| --------------------------------- | ---------------------------- |
| 2                                 | 3                            |
| 3                                 | 4                            |
| 4                                 | 5                            |
| 5                                 | 7                            |

Allerdings sind nicht alle Specialty-Kurse mit anderen kombinierbar (z. B. Tieftauchen).

#### Advanced Open Water Diver
Um als SSI Advanced Open Water Diver zertifiziert zu werden, müssen mindestens 4 Specialty-Kurse absolviert und mindestens 24 Tauchgänge durchgeführt und im Logbuch eingetragen sein. SSI selbst stuft seinen AOWD höher ein als die gleichnamige Ausbildung von PADI. Im Gegensatz dazu sehen aber viele andere Anbieter die AOWD-Brevetierungen von SSI und PADI als gleichwertig, zumal der PADI-Kurs mehr Ausbildungsinhalt aufweist.
Im Gegensatz zu anderen Ausbildungsorganisationen ist der AOWD bei SSI kein Kurs, sondern nur eine Erfahrungsstufe.

#### Master Diver
Um als Master Diver zertifiziert zu werden, müssen mindestens 4 Specialty-Kurse und der Stress & Rescue-Kurs absolviert werden sowie zusätzlich mindestens 50 Tauchgänge durchgeführt und im Logbuch eingetragen sein.
Der Master Diver ist die höchste Brevetierungsstufe des SSI-Sporttauchers. Danach ist eine weitere Ausbildung im professionellen Bereich möglich (Ausbildung zum Tauchlehrer), oder alternativ eine Spezialisierung zum Techdiver.

#### Erfahrungslevel für Taucher
Diese weiteren Stufen sind Erfahrungslevel.
- Century Diver → 100 im Logbuch eingetragene Tauchgänge
- Silver Diver → 300 im Logbuch eingetragene Tauchgänge
- Gold 500 Diver → 500 im Logbuch eingetragene Tauchgänge
- Platinum 1000 Diver → 1000 im Logbuch eingetragene Tauchgänge
- Platinum 5000 Diver → 5000 im Logbuch eingetragene Tauchgänge

### Tauchlehrer
SSI bildet Tauchführer, Assistenten und Tauchlehrer in der folgenden Stufen aus:
1. Diveguide[13] (DG, Dive Leader nach ISO 24801-3[14][10])
2. Divemaster[13] (DM)
3. Assistant Instructor[13] (AI, Scuba Instructor at Level 1 nach ISO 24802-1[15][10])
4. Open Water Instructor (OWI, Scuba Instructor at Level 2 nach ISO 24802-2[16])
5. Training Specialist (DCS mit Ausbildungsberechtigung für einzelne Specialtys)
6. Open Water Instructor (OWI, Scuba Instructor at Level 2 nach ISO 24802-2[17])
7. Specialty Instructor
8. Advanced Open Water Instructor (AOWI)
9. Divemaster Instructor (DMI)
10. Assistant Instructor Trainer (AIT)
11. Master Instructor (Anerkennungsstufe für Ausbildungserfahrung. Mindestvoraussetzung ist der Advanced Open Water Instructor)
12. Instructor Trainer (IT)
13. Instructor Certifier (IC)

Die weiteren Stufen sind Erfahrungslevel:
- Century Instructor → mindestens 100 Erfahrungspunkte
- Gold 500 Instructor → mindestens 500 Erfahrungspunkte
- Platinum 1000 Instructor → mindestens 1000 Erfahrungspunkte
- Platinum 5000 Instructor → mindestens 5000 Erfahrungspunkte